# 阿尔塔雷霍斯
阿尔塔雷霍斯，是西班牙卡斯蒂利亚-拉曼恰昆卡省的一个市镇。总面积91平方公里，总人口325人（2001年），人口密度4人/平方公里。